# فهرست قنات‌های شهرستان نی ریز
جدول زیر بر اساس آمار وزارت جهاد کشاورزی تهیه شده‌است. فهرست زیر قنات‌های شهرستان نی ریز در استان فارس را نشان می‌دهد.
| نام قنات           | موقعیت                         | نزدیک‌ترین روستا | طول قنات (متر) | تعداد میله چاه | عمق مادر چاه | دبی (لیتر بر ثانیه) | سطح زیر کشت (هکتار) |
| ------------------ | ------------------------------ | --------------- | -------------- | -------------- | ------------ | ------------------- | ------------------- |
| اباد زردشت         | بخش مرکزی شهرستان نی ریز       | مرکزی شهر       | ۲۵۰۰           | ۱۱۰            | ۴۵           | ۲۰۰                 | ۳۵۰                 |
| امامزاده شمس‌آباد   | بخش آباده شهرستان نی ریز       | طشک             | ۱۰۰۰           | ۱۵             | ۲۸           | ۶۰                  | ۱۵۰                 |
| بادامویه           | بخش مرکزی شهرستان نی ریز       | بادامویه        | ۲۲۰            | ۱۱             | ۸            | ۱۲                  | ۲۰                  |
| برنجزار            | بخش مرکزی شهرستان نی ریز       | مرکزی شهر       | ۲۷۰۰           | ۹۵             | ۲۷           | ۸۰                  | ۰                   |
| تنگ حنا            | بخش آباده شهرستان نی ریز       | تنگ حنا         | ۱۵۰۰           | ۳۰             | ۲۵           | ۱۰                  | ۲۰                  |
| جزین               | بخش آباده شهرستان نی ریز       | جزین            | ۱۰۰            | ۶              | ۱۰           | ۱۵                  | ۷۰۰                 |
| خبار               | بخش مرکزی شهرستان نی ریز       | مرکزی شهر       | ۵۰۰۰           | ۲۴۲            | ۴۰           | ۲۰۰                 | ۴۰۰                 |
| خدنگ               | بخش آباده شهرستان نی ریز       | آباده           | ۲٫۵            | ۳۹             | ۳۰           | ۳۰                  | ۳۰۰                 |
| شادابخست           | بخش مرکزی شهرستان نی ریز       | مرکزی شهر       | ۳۲۵۰           | ۲۷۵            | ۳۰           | ۲۰۰                 | ۴۷۰                 |
| شاه‌آباد            | بخش آباده شهرستان نی ریز       | خواجه جمالی     | ۲۵۰۰           | ۵۰             | ۳۵           | ۲۰                  | ۲۰۰                 |
| شمس‌آباد            | بخش آباده شهرستان نی ریز       | طشک             | ۱۶۰۰           | ۴۰             | ۴۵           | ۴۵                  | ۱۰۰                 |
| عربویه             | بخش مرکزی شهرستان نی ریز       | عربویه          | ۳۵۰            | ۱۸             | ۱۵           | ۷                   | ۱۰                  |
| قنات دهویه         | بخش مرکزی شهرستان نی ریز       | دهویه           | ۱۸۰۰           | ۵۷             | ۷۵           | ۲۰                  | ۲۰۰                 |
| قنات لای حنا       | بخش مرکزی شهرستان نی ریز       | لای حنا         | ۶۵۰            | ۳۵             | ۲۲           | ۰                   | ۰                   |
| معدن               | بخش آباده شهرستان نی ریز       | خواجه جمالی     | ۲۰۰۰           | ۴۰             | ۳۵           | ۳۵                  | ۲۵۰                 |
| میان شی            | بخشی نامعلوم در شهرستان نی ریز | روستا نامعلوم   | ۰              | ۰              | ۳۵           | ۰                   | ۰                   |
| میبد               | بخش مرکزی شهرستان نی ریز       | میبد            | ۳۲۰            | ۱۵             | ۱۴           | ۲۰                  | ۶۰                  |
| نارویه             | بخش مرکزی شهرستان نی ریز       | مرکزی شهر       | ۲۶۰۰           | ۸۵             | ۱۸           | ۲۰                  | ۱۵۰                 |
| هرگان              | بخش مرکزی شهرستان نی ریز       | هرگان           | ۵۰۰            | ۲۵             | ۱۶           | ۲۵                  | ۶۰                  |
| ویگ                | بخش مرکزی شهرستان نی ریز       | ویگ             | ۱۵۰۰           | ۱۵۰            | ۳۰           | ۱۰                  | ۳۰۰                 |
| چاه دراز           | بخش آباده شهرستان نی ریز       | چاه دراز        | ۲۰۰۰           | ۹۵             | ۲۵           | ۲۰                  | ۱۴۰                 |
| چشمه قنات بیدو     | بخش مرکزی شهرستان نی ریز       | حاجی‌آباد        | ۲۰۰            | ۱۲             | ۲۵           | ۱۵                  | ۲۵۰                 |
| چشمه قنات سرویه    | بخش مرکزی شهرستان نی ریز       | سرویه           | ۲۳۰            | ۹              | ۱۲           | ۹                   | ۱۲                  |
| چشمه قنات چاه ترقو | بخش مرکزی شهرستان نی ریز       | چنارویه         | ۴۵۰            | ۱۸             | ۱۴           | ۱۵                  | ۲۵                  |
| چشمه قنات چنار     | بخش مرکزی شهرستان نی ریز       | حاجی‌آباد        | ۱۰۰            | ۶              | ۳۰           | ۱۵                  | ۲۰                  |
| چنارویه            | بخش مرکزی شهرستان نی ریز       | چنارویه         | ۴۵۰            | ۳۰             | ۱۵           | ۲۵                  | ۶۰                  |
| کنه (اسلام‌آباد )   | بخش مرکزی شهرستان نی ریز       | اسلام‌آباد (کنه) | ۳۶۵            | ۱۸             | ۱۰           | ۲۵                  | ۴۰                  |